# 마이클 레이먼드제임스
마이클 레이먼드제임스(Michael Raymond-James, 1977년 12월 24일~)는 미국의 배우이다.

## 출연 작품
- 스위트 걸 - FBI 수사관 존 로스만 역